# هون لی
تونگ هون لی (انگلیسی: Tong Hoon Lee؛ زادهٔ ۱۸ ژوئیهٔ ۱۹۷۳) بازیگر آمریکایی است که بیشتر برای ایفای نقش جاب در مجموعه اختصاصی شبکهٔ سینمکس با عنوان بانشی شناخته می‌شود. او همچنین صداپیشگی شخصیت‌های هاماتو یوشی/اسپلینتر در نسخهٔ ۲۰۱۲ انیمیشن لاک‌پشت‌های نینجا، شردر در انیمیشن ظهور لاک‌پشت‌های نینجا جهش یافته نوجوان و خرگوش سفید در مجموعه شیطان هم می‌گرید را بر عهده داشته است.

## زندگی شخصی
پدر و مادر او، جونگ جا لی و مون سو لی هستند. برادرش، تونی لی، مربی برجستهٔ باشگاه والیبال در دانشگاه ام‌آی‌تی است که در سال ۲۰۱۴ قهرمان رقابت‌های ملی یواس‌ای‌وی شد و در سال ۲۰۲۵ جایزهٔ گوردون وای. بیلارد را دریافت کرد. تونگ هون لی در پلیموث، ماساچوست متولد شد. او در اکتبر ۲۰۰۸ با سکیا لاوون بیلمن ازدواج کرد. آن دو در سال ۲۰۰۱ در جریان اجرای نمایشی با عنوان Making Tracks در یک برنامهٔ خیریه در تایپه، تایوان، برای گروه تئاتر آسیایی-آمریکایی سکند جنریشن واقع در منهتن با یکدیگر آشنا شدند.